# Dia Beacon
Il Dia:Beacon è un museo situato vicino al fiume Hudson a Beacon, New York.

## Storia
Diretto dal Dia Art Foundation, Dia:Beacon mostra opere di arte contemporanea tra le quali di Richard Serra, Dan Flavin, Joseph Beuys, Donald Judd. Nel 2005 il Dia:Beacon ha realizzato mostre di Andy Warhol e Agnes Martin.

## Collezione
Il museo ha opere di Joseph Beuys, John Chamberlain, Walter De Maria, Dan Flavin, Donald Judd, Imi Knoebel, Cy Twombly, Andy Warhol, Bernd e Hilla Becher, Louise Bourgeois, Michael Heizer, Robert Irwin, On Kawara, Sol LeWitt, Agnes Martin, Bruce Nauman, Robert Ryman, Gerhard Richter, Robert Smithson, Richard Serra, e Lawrence Weiner, per citarne solo alcuni.